# Джонс, Калеб Лэндри
Ка́леб Лэ́ндри Джонс (англ. Caleb Landry Jones, род. 7 декабря 1989, Гарленд, Техас, США) — американский актёр и музыкант. Наиболее известен по ролям в фильмах «Люди Икс: Первый класс» (2011), «Прочь» (2017) и «Три билборда на границе Эббинга, Миссури» (2017), «Нитрам» (2021), «Догмен» (2023).

## Биография
Джонс родился в Гарленде, штат Техас, в семье Синди и Патрика Джонсов, и вырос неподалёку от Ричардсона, куда ещё будучи ребёнком переехал с семьёй, и где совместно с Робертом Хадсоном позже образовал экспериментальную фолк-рок группу, Robert Jones. Достигнув определённого успеха в качестве актёра, Джонс переехал в Лос-Анджелес для продолжения карьеры.
После маленьких ролей в таких популярных фильмах, как «Старикам тут не место» и «SuperПерцы», Джонс начал получать роли на телевидении, появившись в роли Джимми Адлера в сериале «Огни ночной пятницы» и Луиса в сериале «Во все тяжкие». Затем Джонс появился в фильме «Последнее изгнание дьявола», выпущенном в 2010 году, а в 2011 году исполнил роль мутанта Банши в фильме «Люди Икс: Первый класс». В следующем году вышли фильмы «Контрабанда» и «Византия», где Джонс исполнил второплановые роли. В том же году он исполнил свою первую главную роль в кинокартине «Антивирус» — дебютном фильме Брэндона Кроненберга, сына известного режиссёра Дэвида Кроненберга.
Джонс продолжил появляться в ролях второго плана как в независимых, так и в мейнстримных фильмах. В 2017 году он появился в фильмах «Проект „Флорида“», «Прочь» и «Три билборда на границе Эббинга, Миссури». Все три фильма были номинированы на 90-ю премию «Оскар»; два последних получили номинации в категории «Лучший фильм».

## Фильмография

### Кино
| Год  | Название на русском                      | Оригинальное название                     | Роль                 | Примечания |
| ---- | ---------------------------------------- | ----------------------------------------- | -------------------- | --- |
| 2007 | Старикам тут не место                    | No Country for Old Men                    | парень на велосипеде | Указан в титрах как Калеб Джонс |
| 2007 | SuperПерцы                               | Superbad                                  | парень на вечеринке  | Не указан в титрах |
| 2008 | Аутсайдеры                               | The Longshots                             | Джонси               | Указан в титрах как Калеб Джонс |
| 2010 | Последнее изгнание дьявола               | The Last Exorcism                         | Калеб Суитзер        | |
| 2010 | Социальная сеть                          | The Social Network                        | парень из братства   | Указан в титрах как Калеб Джонс |
| 2011 | Летняя песня                             | Summer Song                               | Джек                 | |
| 2011 | Люди Икс: Первый класс                   | X-Men: First Class                        | Шон Кэссиди / Банши  | Номинация — Премия «Выбор подростков» за лучшую химию |
| 2012 | Контрабанда                              | Contraband                                | Энди                 | |
| 2012 | Византия                                 | Byzantium                                 | Фрэнк                | |
| 2012 | Антивирус                                | Antiviral                                 | Сид Марч             | |
| 2014 | Божий карман                             | God’s Pocket                              | Леон Скарпато        | |
| 2014 | Королева и страна                        | Queen and Country                         | Перси                | |
| 2014 | Бог знает что                            | Heaven Knows What                         | Илья                 | |
| 2014 | Совсем низко                             | Low Down                                  | Коул                 | |
| 2015 | Стоунволл                                | Stonewall                                 | сиротка Энни         | |
| 2016 | Война против всех                        | War on Everyone                           | Бёрдуэлл             | |
| 2017 | Прочь                                    | Get Out                                   | Джереми Армитедж     | Премия Национального совета кинокритиков США за лучший актёрский ансамбль Номинация — Премия Общества кинокритиков Сан-Диего за лучший актёрский состав Номинация — Премия Гильдии киноактёров США за лучший актёрский состав в игровом кино Номинация — Премия Общества кинокритиков Детройта за лучший прорыв |
| 2017 | Проект «Флорида»                         | The Florida Project                       | Джек Хикс            | |
| 2017 | Сделано в Америке                        | American Made                             | ДБ                   | |
| 2017 | Три билборда на границе Эббинга, Миссури | Three Billboards Outside Ebbing, Missouri | Рэд Уэлби            | Премия Гильдии киноактёров США за лучший актёрский состав в игровом кино Номинация — Премия Общества кинокритиков Сан-Диего за лучший актёрский состав |
| 2018 | Тайрел                                   | Tyrel                                     | Макс                 | |
| 2018 | Добро пожаловать, незнакомец             | Welcome the Stranger                      | Итан                 | |
| 2019 | Мёртвые не умирают                       | The Dead Don’t Die                        | Бобби Уиггинс        | |
| 2019 | Реальная любовь в Нью-Йорке              | The Kindness of Strangers                 | Джефф                | |
| 2020 | Вьена и «Призраки»                       | Viena and the Fantomes                    | Альберт              | |
| 2021 | Нитрам                                   | Nitram                                    | Мартин Брайант       | Приз за лучшую мужскую роль |
| 2021 | Финч                                     | Finch                                     | робот Джефф          | |
| 2021 | Прощённый                                | Forgiven                                  | Далли                | |
| 2023 | Догмен                                   | DogMan                                    | Дуглас               | |
| 2025 | Дракула                                  | Dracula: A Love Tale                      | Дракула              | |

### Телевидение
| Год       | Название на русском       | Оригинальное название | Роль           | Примечания                 |
| --------- | ------------------------- | --------------------- | -------------- | -------------------------- |
| 2008-2010 | Огни ночной пятницы       | Friday Night Lights   | Джимми Адлер   | 5 эпизодов                 |
| 2009-2010 | Во все тяжкие             | Breaking Bad          | Луис           | 2 эпизода                  |
| 2010      | Виктория — победительница | Victorious            | милый парень   | Episode: «Tori the Zombie» |
| 2017      | Твин Пикс                 | Twin Peaks            | Стивен Бёрнетт | 4 эпизода                  |